# Presbytis natunae
Presbytis natunae är en primat i släktet bladapor som förekommer endemisk på ön Natuna (även känd som Bunguran) nordväst om Borneo. Apan behandlades tidigare som en underart till en annan bladapa men godkänns nu oftast som självständig art.

## Utseende
P. natunae blir 43 till 61 cm lång, (huvud och bål) och har en 61 till 84 cm lång svans. Den väger 5,9 till 8,2 kg. På ön kallas den kekah, vilket imiterar artens läte. 
Den svartgråa pälsen kan ha en brun skugga. Mörkast är extremiteterna och svansen. Som kontrast har den vitt skägg och undersida. Nosen saknar hår, är köttfärgad och ansiktsmasken kring ögonen är gråaktig. Hanar, honor och ungar ser likadana ut.

## Ekologi
Arten förekommer i nästan alla habitat på ön, bland annat skogar och odlade områden. I genomsnitt bildar 3-4 individer en liten flock. I ett två kvadratkilometer stort områden förekommer vanligtvis två flockar. Flocken består av ett monogamt föräldrapar och deras ungar. Arten är dagaktiv och den klättrar främst i växtligheten. Den kommunicerar med höga skrik som hör främst på morgonen. I motsats till vissa andra bladapor står de inte orörlig när de upptäcker en människa.

## Status och hot
P. natunae hotas av skogsavverkningar och i viss mån av föroreningar på grund av petroleumproduktion. IUCN uppskattar att det finns mindre än 10 000 vuxna individer och då beståndet minskar, kategoriseras arten som sårbar (VU).